# Fryderyk Papée
Fryderyk Papée (ur. 4 czerwca 1856 w Złoczowie, zm. 20 października 1940 w Krakowie) – polski historyk, bibliotekoznawca, dyrektor Biblioteki Jagiellońskiej i profesor Uniwersytetu Jagiellońskiego, członek Polskiej Akademii Umiejętności.

## Życiorys
Pochodził z francuskiej rodziny, pierwotnie protestanckiej, przybyłej do Lwowa na początku XIX wieku; był synem Fryderyka (ur. 1822), urzędnika, i Ludwiki z Heymów (1835–1910).
Uczęszczał do Gimnazjum im. Franciszka Józefa we Lwowie, w latach 1873–1875 studiował historię na Uniwersytecie Lwowskim, m.in. u Ksawerego Liske. W 1875 przeniósł się do Wiednia, gdzie kontynuował studia na Uniwersytecie i w Institut für Österreichische Geschichtsforschung. W 1878 uzyskał, na Uniwersytecie Wiedeńskim, doktorat na podstawie rozprawy Polityka polska w czasie upadku Jerzego z Podiebradu wobec kwestii następstwa w Czechach, 1466–1471.
W latach 1879–1880 uczył historii w C. K. II Gimnazjum we Lwowie, następnie podjął pracę jako skryptor w Zakładzie Narodowym im. Ossolińskich we Lwowie. Od 1883 pracował w Bibliotece Uniwersytetu Lwowskiego, dochodząc do stanowiska kustosza (1893) i zastępcy dyrektora (1895). Był również od 1902 konserwatorem dla Galicji Wschodniej. W 1905 przeniósł się do Krakowa, gdzie został dyrektorem Biblioteki Jagiellońskiej i kierował nią do 1926. Od 1920 jako profesor honorowy prowadził na Uniwersytecie Jagiellońskim wykłady z historii Polski i Litwy XV i XVI wieku. Pracował również w innych bibliotekach krakowskich – był zastępcą dyrektora Biblioteki Książąt Czartoryskich (1920, 1929–1930) i inspektorem Biblioteki Polskiej Akademii Umiejętności (PAU) (1927–1933).
W 1907 został powołany na członka korespondenta Akademii Umiejętności w Krakowie, w 1920 został jej członkiem czynnym (już po zmianie nazwy na Polska Akademia Umiejętności). Należał także m.in. do Towarzystwa Historycznego we Lwowie (od 1886, współzałożyciel), Polskiego Towarzystwa Historycznego (1912–1927 prezes Oddziału Krakowskiego, 1924 członek honorowy), Towarzystwa Naukowego we Lwowie (od 1921), Towarzystwa Przyjaciół Biblioteki Jagiellońskiej w Krakowie (1923 współzałożyciel), Związku Bibliotekarzy Polskich (1927 członek honorowy), Krakowskiego Grona Konserwatorów; został powołany w skład Węgierskiej Akademii Nauk i Węgierskiego Towarzystwa Historycznego, pełnił funkcję prezesa Towarzystwa Polsko-Węgierskiego. W 1936 otrzymał nagrodę PAU im. Barczewskiego za pracę Jan Olbracht. 15 stycznia 1937 został laureatem Nagrody Naukowej Miasta Lwowa im. Karola Szajnochy. Dedykowano mu także – z okazji 80. rocznicy urodzin – księgę pamiątkową Pamiętnik IV Zjazdu Bibliotekarzy Polskich w Warszawie.
Przyczynił się do rozwoju Biblioteki Jagiellońskiej. Rozpoczął budowę nowego gmachu, zwiększył zbiory Biblioteki o około 150 tysięcy woluminów. Stworzył zespół naukowy, zatrudniając m.in. Zofię Ameisenową, Aleksandra Ludwika Birkenmajera, Kazimierza Dobrowolskiego, Edwarda Kuntzego, Kazimierza Piekarskiego, Władysława Pociechę. Przed przejściem do Krakowa przygotowywał reorganizację Biblioteki Uniwersytetu Lwowskiego, w 1919 pracował nad unowocześnieniem Biblioteki Uniwersytetu Wileńskiego.
Jako historyk zajmował się historią Polski XV i XVI w., historią średniowieczną Europy wschodniej, dyplomatyką. Był zwolennikiem poglądu o kierowniczej roli wielkich osobowości w historii. Zainicjował badania nad ustrojem i związkami kulturalnymi oraz politycznymi Polski doby Kazimierza Jagiellończyka. Badał stosunki Polski z Węgrami i Krzyżakami w XV i XVI wieku. Analizował akt kardynała Idziego dla Opactwa Benedyktynów w Tyńcu (Najstarszy dokument polski, 1888). Wydał Akta Aleksandra króla polskiego... (1501–1506) (1927). Polemizował z Wojciechem Kętrzyńskim w przedmiocie wydawania dokumentów średniowiecznych oraz badania ich autentyczności. W latach 1904–1905 był redaktorem Kwartalnika Historycznego. Do Polskiego Słownika Biograficznego napisał życiorys Jana Długosza (tom V, 1939–1946).
Dwukrotnie żonaty: od 25 czerwca 1887 z Władysławą (1859–1914), córką Władysława Ludwika Anczyca (poety i dramaturga), od 22 sierpnia 1915 z Olimpią z Reidów Szmidlową (1863–1940). Z pierwszego małżeństwa miał synów: Adama (prawnika i bankowca, medalistę olimpijskiego w szermierce, współzałożyciela i prezesa Polskiego Związku Szermierczego) i Kazimierza (dyplomatę, do 1939 posła RP w Czechosłowacji, potem od 15 lipca 1939 ambasadora RP przy Stolicy Apostolskiej, reprezentującego po II wojnie światowej w Watykanie rząd RP na uchodźstwie do 1972).
Został pochowany na Cmentarzu Salwatorskim w Krakowie (sektor SC6-B-2).

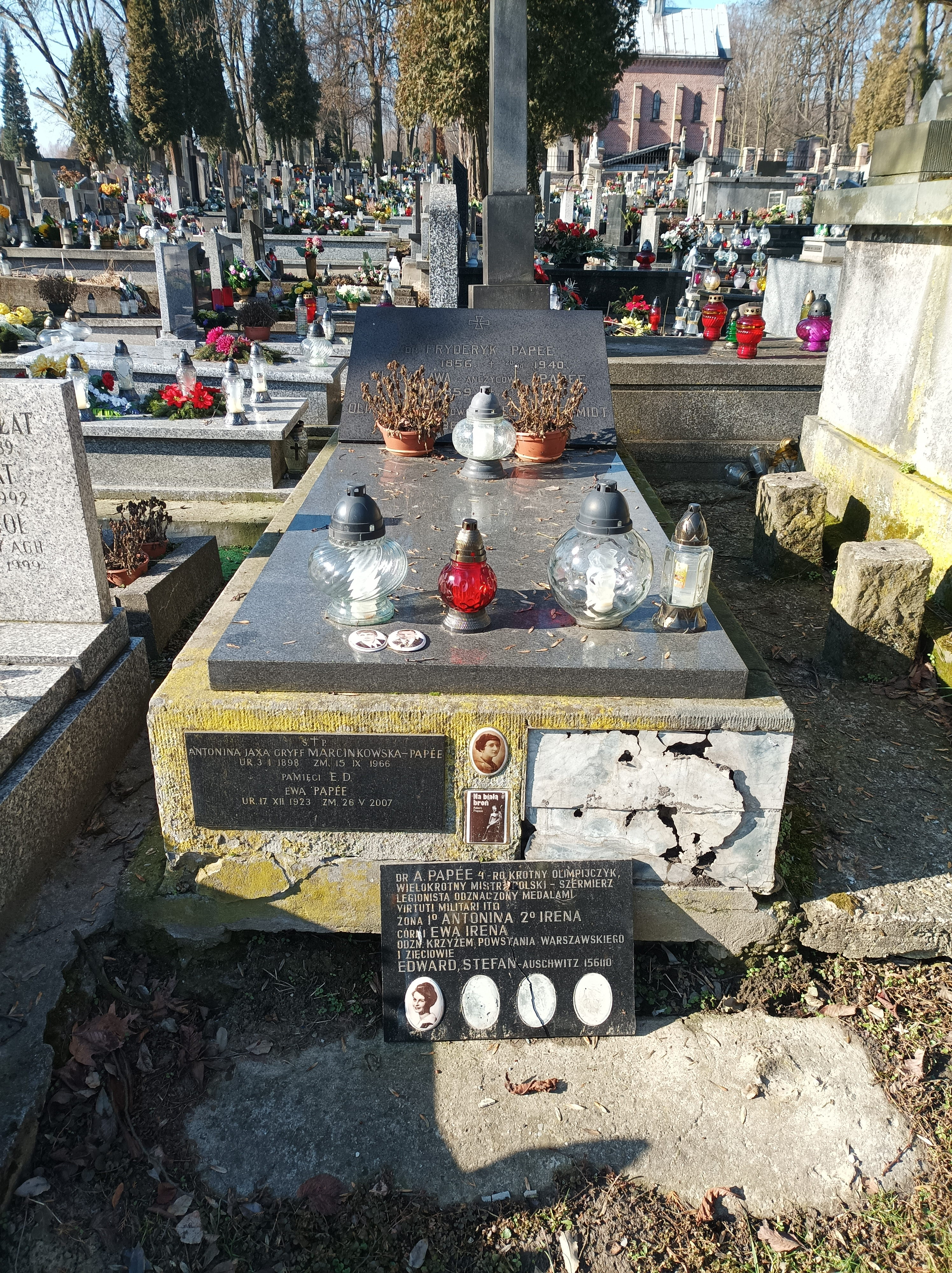
Grób Fryderyka i aAdama Papée na cmentarzu Salwatorskim w Krakowie

## Wybrane prace
- Zabytki przeszłości miasta Bełza (1884)[5]
- Skole i Tucholszczyzna (1891)[6]
- Historya miasta Lwowa w zarysie (1894[7], wydanie II 1924)
- Polska i Litwa na przełomie wieków średnich. Ostatnie dwunastolecie Kazimierza Jagiellończyka (1904)[8]
- Studya i szkice z czasów Kazimierza Jagiellończyka (1907)
- Historia Polski 1429–1506 (1923)
- Aleksander Jagiellończyk (1949)

## Ordery i odznaczenia
- Krzyż Komandorski Orderu Odrodzenia Polski (30 kwietnia 1927)[9][10]
- Złoty Krzyż Zasługi (11 listopada 1936)[11]
- Krzyż Komandorski Orderu Zasługi (Węgry)[12]
- Krzyż Kawalerski Orderu Franciszka Józefa (Austro-Węgry, 1905)[13][12]